# Csendes-óceáni vízipityer
A csendes-óceáni vízipityer (Anthus rubescens) a madarak osztályának verébalakúak (Passeriformes)  rendjébe és a billegetőfélék (Motacillidae) családjába tartozó faj.

## Előfordulása
Észak-Amerikában és a mérsékelt övi Ázsiában honos.

## Alfajai
- Anthus rubescens japonicus Temminck & Schlegel, 1847
- Anthus rubescens pacificus Todd, 1935
- Anthus rubescens alticola Todd, 1935
- Anthus rubescens rubescens (Tunstall, 1771)